# Duifkruidmineermot
De duifkruidmineermot (Phyllonorycter scabiosella) is een vlinder uit de familie mineermotten (Gracillariidae). De wetenschappelijke naam is voor het eerst geldig gepubliceerd in 1853 door Douglas.
De soort komt voor in Europa.